# Life!tv
Life!tv was een tv-zender in Vlaanderen. Life!tv was onderdeel van Life!tv Broadcasting Company nv, het bedrijf dat van de Vlaamse overheid de licentie kreeg om uit te zenden in Vlaanderen. De zender was digitaal te ontvangen via Telenet en in Leuven en Limburg ook analoog.
De zender werd in 2005 opgericht door Wim Weetjens en Stefan Ackermans. In de jaren 2010, 2011, 2012 en 2013 injecteerde Think Media, uitgever van onder meer P-Magazine, Ché, Menzo en clint.be, op verschillende momenten kapitaal in de zender en verkreeg hierdoor meer dan 80% van de aandelen.
De zender begon als lifestylezender (met onder meer programma's van Stefan Ackermans, Mieke Mievis, Alexandra Potvin, Anja Daems en Lotte Verlackt), maar richtte zich sinds 2010 voornamelijk op een mannelijke doelgroep met programma's als Pitstop TV, een auto- en motorprogramma gepresenteerd door Peter Baert, en het sportmagazine Kick off. Elke donderdag was er live een talkshow op de zender, door Luk Alloo gepresenteerd, Alloo Live!. Medeoprichter Ackermans presenteerde ook Life!tv Relaties en Het Laatste Uur. In dit laatste programma ontving Ackermans een icoon van de Vlaamse culturele en politieke wereld voor een interview op de bovenverdieping van de Boerentoren in Antwerpen. Sinds 2009 had de zender ook omroepsters, Vicky Jolling en Griet Vanhees. Vanaf 1 september 2011 had de zender een nieuwe CEO, de Belg Gert Van Mol. Van Mol kwam van The Wall Street Journal Europe, een dochter van Dow Jones. Hij splitste de dag- en de nachtuitzendingen op. De daguitzendingen bleven doorgaan onder de naam Life!tv met voornamelijk mannelijke getinte programma's. Vanaf 14 februari 2013 gingen de nacht-uitzendingen van start onder een nieuwe merknaam CLUB 41. CLUB 41 werd het eerste volwaardige erotische tv-kanaal in België. CLUB 41 zond free-to-air uit wat betekende dat iedereen het tv-kanaal kon bekijken zonder codes of wachtwoorden te moeten gebruiken. Door de komst van CLUB 41 groeide Life!tv Broadcasting Company uit tot tweede grootste digitale tv-zender op het platform van Telenet met een gemiddelde van 190.000 kijkers per dag. Van Mol verliet het bedrijf onverwacht in mei 2013 na een overnamebod van de zender door Olivier Janssens. Olivier Janssens plaatste vervolgens Bernard Rapaille aan het hoofd van Life!tv Broadcasting Company nv. Station Manager Krijn Jonckheere werd aangetrokken om Life!TV onder handen te nemen. De zender verdween op 1 november van het scherm en wordt vanaf 24 december 2013 vervangen door JUST. 

## Presentatrice met hoofddoek
Life!tv haalde op 17 december 2012 de internationale pers doordat Gert Van Mol, de baas van de TV zender, besliste om voor het eerst in de Belgische televisiegeschiedenis een presentatrice met hoofddoek op televisie te brengen. De presentatrice, Farah, leidde verschillende programma's in, zoals het multiculturele muziek programma 'Music 41' en het gamesprogramma 'Gamenuts'. Van Mol ontving hierop tientallen bedreigingen, maar ook steun en felicitaties vanuit media en de politiek. De achternaam van Farah werd uit veiligheidsoverwegingen nooit bekendgemaakt aan pers en publiek. Na het vertrek van Van Mol bij de zender werd de presentatrice met hoofddoek in de zomer van 2013 afgevoerd.